# پرندگان خشمگین پاپ!
«پرندگان خشمگین پاپ!» (انگلیسی: Angry Birds POP!) یک بازی ویدئویی در سبک پازل است که توسط راویو انترتینمنت و در سال ۲۰۱۴ و در پلت‌فرم‌های آی‌اواس و اندروید منتشر شده‌است.